# Elnur Qədirov
Elnur Qədirov (ur. 8 czerwca 1984) – azerski bokser, srebrny medalista Mistrzostw Europy Juniorów 2003 w Warszawie, złoty medalista Mistrzostw Świata Kadetów 2002 w Kecskemét oraz srebrny medalista Mistrzostw Świata Kadetów 2001 w Baku.

## Kariera
W październiku 2001 zdobył srebrny medal na Mistrzostwach Świata Kadetów 2001 w Baku. W finale przegrał z reprezentantem Rosji Dienisem Bojcowem. W maju 2002 zdobył złoty medal na Mistrzostwach Świata Kadetów 2001 w Kecskemét. W finale pokonał reprezentanta gospodarzy, Węgra Andrása Nagy.
W sierpniu 2003 zdobył srebrny medal na Mistrzostwach Europy Juniorów w Warszawie. W 1/8 finału pokonał przed czasem w drugiej rundzie Słowaka Radoslava Šimonka. W ćwierćfinale pokonał na punkty 32:16 Niemca Artura Hofmeistera. W półfinale pokonał na punkty (32:25) reprezentanta Anglii Tony'ego Jeffriesa, a w finale przegrał z Jegorem Miechoncewem, ulegając mu przed czasem w rundzie trzeciej.
W latach 2005, 2007, 2008 był mistrzem Azerbejdżanu w kategorii średniej (dwukrotnie) oraz raz w kategorii półciężkiej, a w 2009 został wicemistrzem Azerbejdżanu w kategorii półciężkiej.